# Saga
Pour les articles homonymes, voir Saga (homonymie).
Pour un article plus général, voir Littérature islandaise.

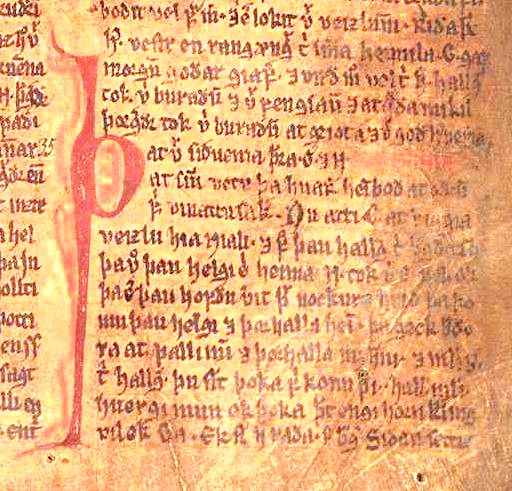
Le Möðruvallabók est un manuscrit islandais écrit vers 1350, racontant la saga de Njáll.

Une saga (mot islandais, de pluriel sögur) est un genre littéraire développé dans l'Islande médiévale, aux XIIe et XIIIe siècles, consistant en un récit historique en prose, ou bien une fiction ou légende.
De nos jours, le mot « saga » est repris dans le langage courant pour désigner un cycle romanesque en plusieurs volets ou bien certaines œuvres à caractère épique, même si ce ne sont pas des œuvres uniquement littéraires, comme la bande dessinée La Saga de Bas de cuir ou la saga cinématographique Star Wars. En outre, le terme est également utilisé de manière métaphorique pour désigner une histoire — fictive ou non — qui connaîtrait de nombreux épisodes ou rebondissements.

## Informations générales
Selon le linguiste Régis Boyer, « On appelle saga un récit en prose, toujours en prose, ce point est capital, rapportant la vie et les faits et gestes d'un personnage, digne de mémoire pour diverses raisons, depuis sa naissance jusqu'à sa mort, en n'omettant ni ses ancêtres ni ses descendants s'ils ont quelque importance ». Notons encore qu'une saga n'est qu'extrêmement rarement une légende ou un conte.
Le mot vient du verbe segja, « conter », « raconter » (comparer avec l'allemand sagen ou l'anglais to say). L'auteur de sagas, souvent anonyme, est un sagnamaðr (pluriel sagnamenn).
En dehors de toutes les catégories des sagas, le Landnámabók (« Livre de la Colonisation ») retrace la colonisation de l'Islande aux IXe et Xe siècles. Cet ouvrage est unique en son genre car il n'existe pas d'équivalent pour un autre pays. Il est par ailleurs répertorié comme étant lié aux sagas.
Dans le contenu des sagas, les phénomènes propres au folklore païen se voient teintés par une influence chrétienne. Outre cette symbiose culturelle, les sagas nous renseignent également sur des éléments de mœurs et de société de l’ère viking. La relation complexe entre la tradition orale du passé païen et la culture littéraire chrétienne du Moyen Âge offre un beau défi d’interprétation aux historiens de cette période. Bien que l’histoire politique ne traite plus les sagas textuellement comme au XIXe siècle, ces textes demeurent des sources importantes pour l’ethnologue, l’anthropologue et l’historien des mentalités.

## Catégories
On a longtemps pensé que les différentes catégories de sagas s'étaient succédé. Il semble désormais établi qu'on ne peut pas faire de chronologie de ces différentes catégories, mais qu'elles ont surgi de manière concomitante. Selon la classification apportée par l'étude de Sigurður Nordal dans Nordisk Kultur VIIIB (1953), il existe cinq catégories de sagas. Les sagas royales, les sagas des Islandais, les sagas des contemporains, les sagas des chevaliers et les sagas légendaires. Cette classification se fait dans ce cas en fonction de l'écart de temps séparant l'époque où l'auteur vécut avec l'époque des événements qu'il rapporte.
Ces sagas apportent une ambiguïté quant à leur valeur comme sources historiques. Certains de ces récits sont en effet entre le récit de fiction et la source historique notamment les Sagas des Contemporains ou les Sagas des Islandais. Plusieurs raisons peuvent expliquer cela. D'abord les auteurs se mettent en retrait (anonymat). Ensuite, c'est souvent un ton neutre, annaliste qui est utilisé. Enfin de l'objectivité dont ils semblent faire preuve : en effet, ces sagas sont remarquables par le sérieux de leur documentation. Elles citent leurs sources, confrontent les témoignages… Ces éléments caractérisent un ton neutre et scientifique, et longtemps certaines sagas eurent le statut de documents irrécusables. Cependant l'école islandaise (Sigurður Nordal, Einar Ól. Sveinsson et leurs disciples notamment) ont démontré qu'il fallait rester prudent face à ces récits. Par exemple la saga de Hrafnkell qui était considérée comme le modèle de la relation impartiale, pourrait n'être qu'une habile fabulation. Le genre semble également être de moins en moins crédible plus le temps passe, tout en gagnant en habileté artistique.

### Sagas royales
Les « sagas royales » (Konungasögur) sont les sagas qui traitent des rois danois, norvégiens et suédois. L'exemple le plus connu est l'Heimskringla, de Snorri Sturluson, qui regroupe en fait seize sagas consacrées à tous les rois de Norvège jusqu'à la fin du douzième siècle.
En dehors de l'Heimskringla, on peut également citer la Fagrskinna, la Morkinskinna ou la Sverris saga. L'histoire de l'île de Gotland est traitée dans la saga des Gotlandais, qui est la seule saga écrite en dehors de l'Islande et de la Norvège.

### Sagas des Islandais
Les « sagas des Islandais » (Íslendingasögur) ou « sagas de famille » ou « sagas du passé » (fortidssagaer selon la terminologie danoise de Sigurdur Nordal). Ces sagas se rapportent aux hauts faits d'un ancêtre ayant vécu aux Xe siècle ou XIe siècle. Six sagas sont particulièrement exemplaires d'après Régis Boyer (la saga de Hrafnkell, la saga d'Egill, fils de Grímr le Chauve, la saga de Snorri le godi, la saga des gens du Val-au-Saumon, la saga de Grettir le Fort et la saga de Njáll le Brûlé). Ainsi l'Egils Saga Skallagrímssonar sans doute écrite par Snorri Sturluson présente un viking, qui fut un scalde et un grand magicien, de sa naissance jusqu'à sa mort. La saga de Brennu-Njáls met en scène deux amis qui seront menés par une destinée funeste, dans un climat mêlant le pathétique de la tragédie et la noblesse de cœur. Les héros de ces sagas sont des expéditions vikings qu'ils ont menées ou de qualités personnelles (sens de l'amitié, talent poétique, mœurs chevaleresques, etc.).

### Sagas des contemporains
Les « sagas des contemporains » (Samtíðarsögur) font, comme leur nom l'indique, la narration d'évènements contemporains à la vie de l'auteur. Il s'agit notamment des sagas d’Évêques (Byskupa Sögur), mais également de la saga des Islandais de Sturla (1214-1284), la saga des Sturlungar. Elle relate les malheurs des Islandais entre les XIIe et XIIIe siècles. Plusieurs sagas issues de cet ouvrage ont été écrites par Sturla Thórðarson.

### Sagas des chevaliers
Les « sagas des chevaliers » (Riddarasögur), œuvres du XIVe siècle, sont des adaptations assez libres de chansons de geste françaises ou de romans de la Table ronde. L'élément fantastique ou merveilleux a une place de choix. Le rôle de l'amour n'est pas cependant négligé. On peut ainsi citer une saga de Charlemagne. L'intérêt principal de certains de ces textes vient du fait qu'ils ont été écrits à partir de textes aujourd'hui disparus ou fragmentaires (par exemple Tristrams saga ok Ísöndar (no)). Beaucoup de traductions ont été faites en Norvège, à l'instigation des rois (voir Régis Boyer, Les Sagas islandaises).

### Sagas légendaires
Les « sagas légendaires » ou « sagas des temps anciens » (Fornaldarsögur) n'ont pas été écrites à des fins historiques mais font davantage place aux légendes et au merveilleux comme la Völsunga saga qui narre les hauts faits du héros Sigurðr meurtrier du dragon Fáfnir (cf: Régis Boyer, La saga des Sturlungar). De plus, on n'y trouve que peu de thèmes purement populaires. Un bon nombre des sagas faisant partie de cette catégorie ont dû être écrites en Islande mais pas seulement, le rôle de la Norvège n'est pas négligeable.

### Traductions
: document utilisé comme source pour la rédaction de cet article.
- Régis Boyer, Sagas islandaises, Gallimard, coll. « La Pléiade » (no 338), 1987 (rééd. 1994), 1993 p.  (ISBN 2-07-011117-2)Notes : Bibliogr. p. LXI-LXV - Index p. 1977-1990.
- Régis Boyer, La saga de Gunnlaugr langue-de-serpent & La saga de Hallfredr le scalde difficile, édition Joseph K., Paris, 1999.
- Régis Boyer, La Saga des Sturlungar, édition Les Belles Lettres, coll. « Les classiques du Nord », Paris, 2005.
- Régis Boyer, Le Livre de la colonisation de l’Islande : selon la version de Sturla Thordarson (Sturlubók), édition Brepols, coll. « Miroir du Moyen Âge », Turnhout, 2000.
- Régis Boyer, Saga d'Oddr aux Flèches. Suivie de la Saga de Ketill le Saumon & de la Saga de Grimr à la Joue Velue, édition Anacharsis, coll. « Famagouste », Paris, 2010.
- Régis Boyer, Saga de Gísli Súrsson, édition Gallimard, coll. « Folio », Paris, 2004.
- Régis Boyer, Saga de Hrolfr sans Terre, édition Anacharsis, Paris, 2004.
- Régis Boyer, Saga d'Yngvarr le grand voyageur & Dit d'Eymundr Hringsson, édition Anacharsis, Paris, 2009.
- Patrick Guelpa, La Saga de Björn, Champion des gens de Hitarðalr, édition L'Écho des vagues, coll. « Oblivion », Paris, 2010.
- Karl Jónsson, La Saga de Sverrir, roi de Norvège, traduit par Torfi H. Tulinius, édition Les Belles Lettres, coll. « Les classiques du Nord », Paris, 2010.
- Ásdís R. Magnúsdóttir, Quatre sagas légendaires d'Islande, édition bilingue français-islandais, édition Ellug, coll. « Moyen Age Européen », Paris, 2002.
- Jean Renaud, La Saga des gens du Vápnafjörðr & La Saga de Þórðr l'impétueux, édition Les Belles Lettres, coll. « Les classiques du Nord », Paris, 2003.
- Snorri Sturluson, Heimskringla, Histoire des rois de Norvège, Première partie, traduit par François-Xavier Dillmann, édition Gallimard, coll. « L'aube des peuples », Paris, 2000.  (ISBN 2-07-073211-8)

### Études
- Régis Boyer, « Le miracle islandais », Religions et histoire, no 32, Paris, 2010, p. 18-21.
- Régis Boyer, Les Sagas islandaises, édition Payot, Paris, 1978 (réédité en 1986, 1992 et 2007).
- Régis Boyer, L'Islande médiévale, édition Les Belles Lettres, Paris, 2001.
- Régis Boyer, Mœurs et psychologie des anciens Islandais d’après les « sagas contemporains », édition du Porte-Glaive, coll. « Patrimoine de l’Europe », Paris, 1987.
- Régis Boyer, « Quelques repères importants pour comprendre l'Islande », Religions et histoire, no 32, Paris, 2010, p. 22-27.
- François-Xavier Dillmann, « Snorri Sturluson et l’Histoire des rois de Norvège », Proxima Thulé, volume 4, Paris, 2000, p. 69-100.
- Daniel W. Lacroix, « La culture savante dans l'Islande médiévale », Religions et histoire, no 32, Paris, 2010, p. 34-39.
- Ásdís R. Magnúsdóttir, « Le monde merveilleux des géants et l'imaginaire du Nord dans les sagas légendaires », Le(s) Nord(s) imaginaire(s), édition Imaginaire Nord, Montréal, 2008, p. 23-36.
- Jean-Marie Maillefer, « L'Islande des origines au XIIIe siècle », Religions et histoire, no 32, Paris, 2010, p. 28-33.
- Vésteinn Ólason, « Les sagas islandaises, genre littéraire à la croisée de deux univers », Proxima Thulé, volume 4, Paris, 2000, p. 45-67.
- Torfi H. Tulinius, La Matière du Nord, Sagas légendaires et fiction dans la littérature islandaise en prose du XIIIe siècle, édition Presses de l'Université de Paris-Sorbonne, Paris, 1995.